# Psapharochrus inquinatus
Psapharochrus inquinatus är en skalbaggsart som först beskrevs av Bates 1872. Psapharochrus inquinatus ingår i släktet Psapharochrus och familjen långhorningar.
Artens utbredningsområde är:
- Costa Rica.
- Nicaragua.
- Panama.

Inga underarter finns listade i Catalogue of Life.